# فرانتس غيورغ فون شونبورن
فرانز جورج فون شونبورن (15 يونيو 1682 - 18 يناير 1756) كان نبيلًا ألمانيًا شغل منصب رئيس أساقفة ترير وناخبًا من عام 1729 حتى وفاته عام 1756. وكان أيضًا الأمير-أسقف فورمز وأمير-وكيل إلفانغن منذ عام 1732.

## معرض صور

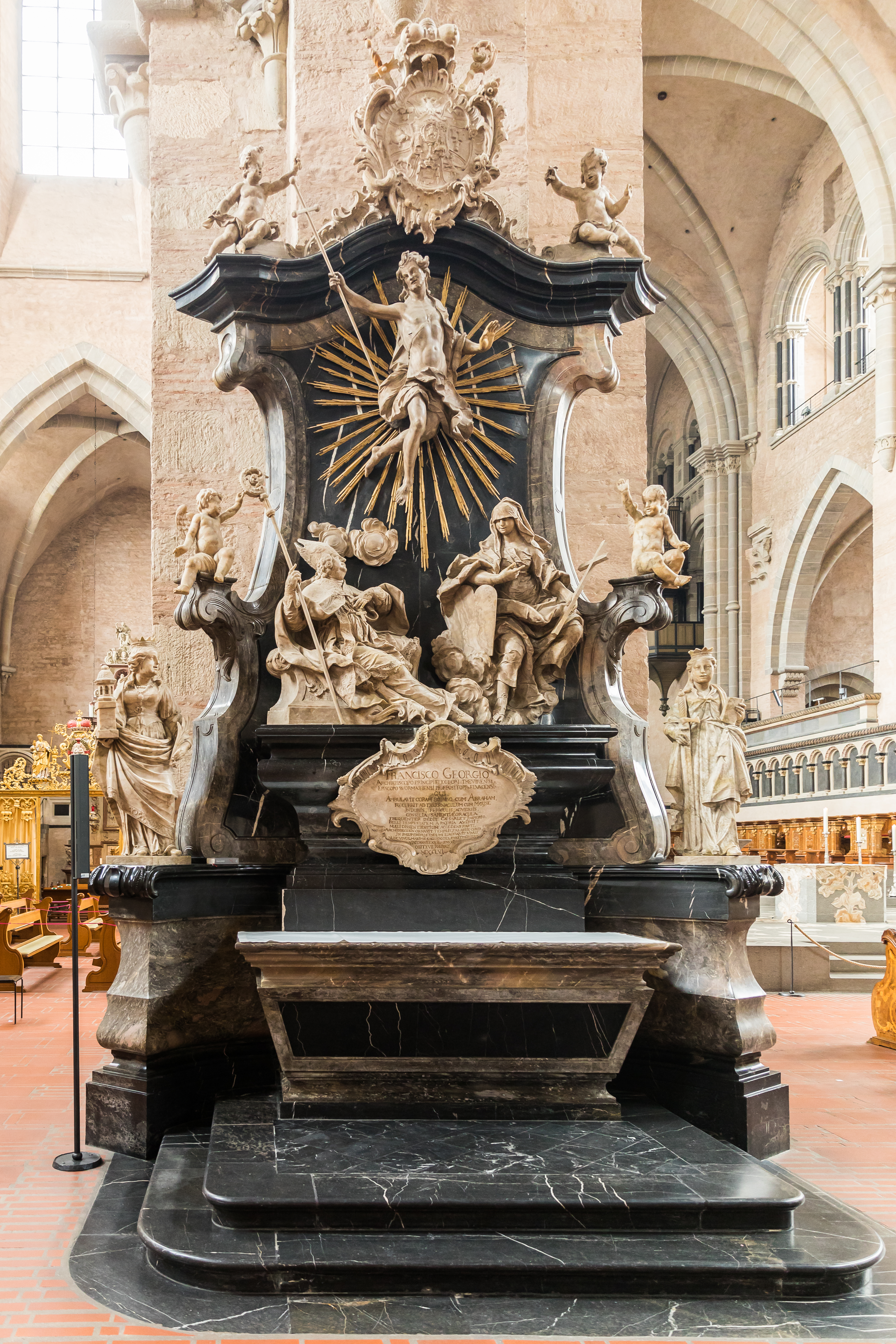
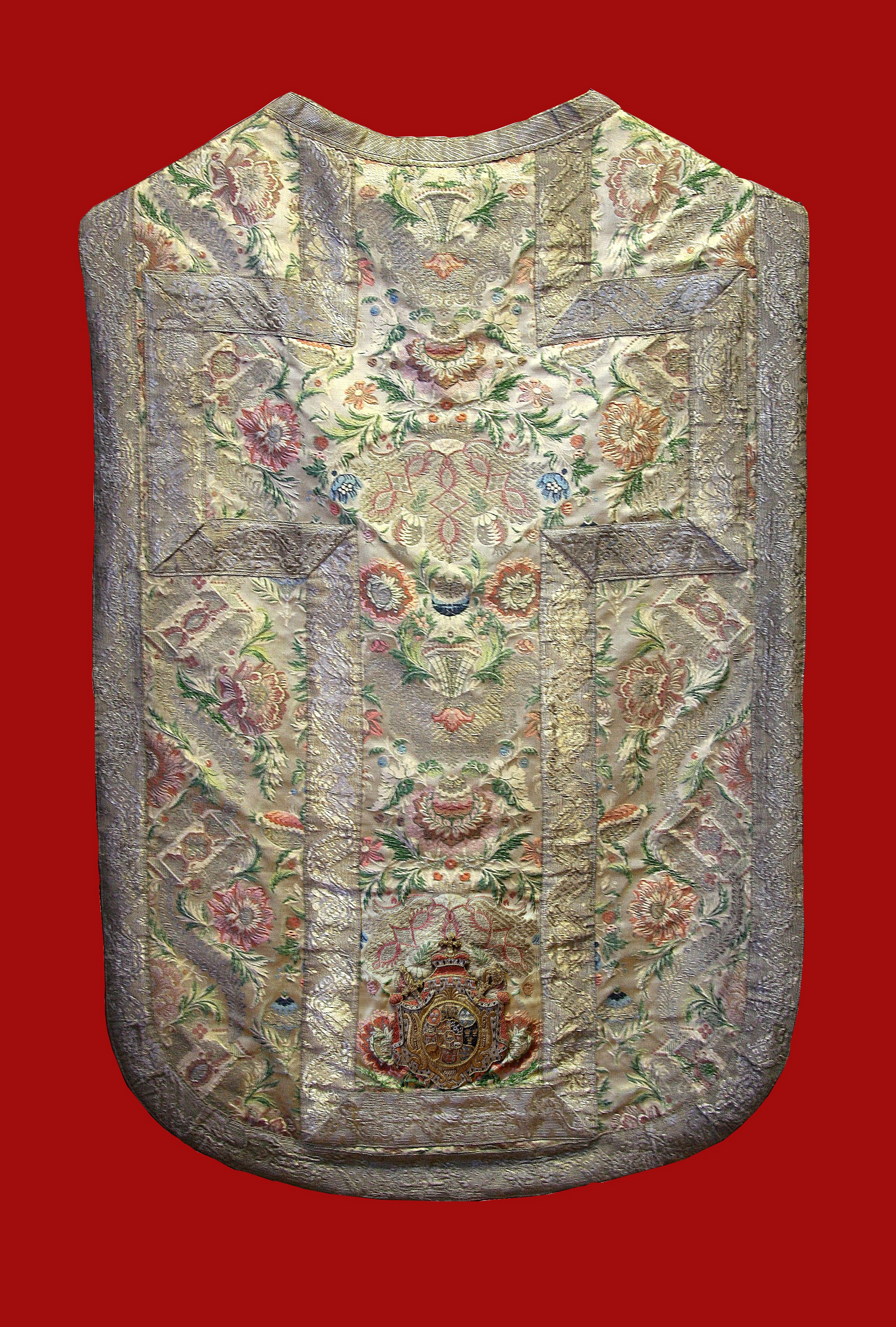
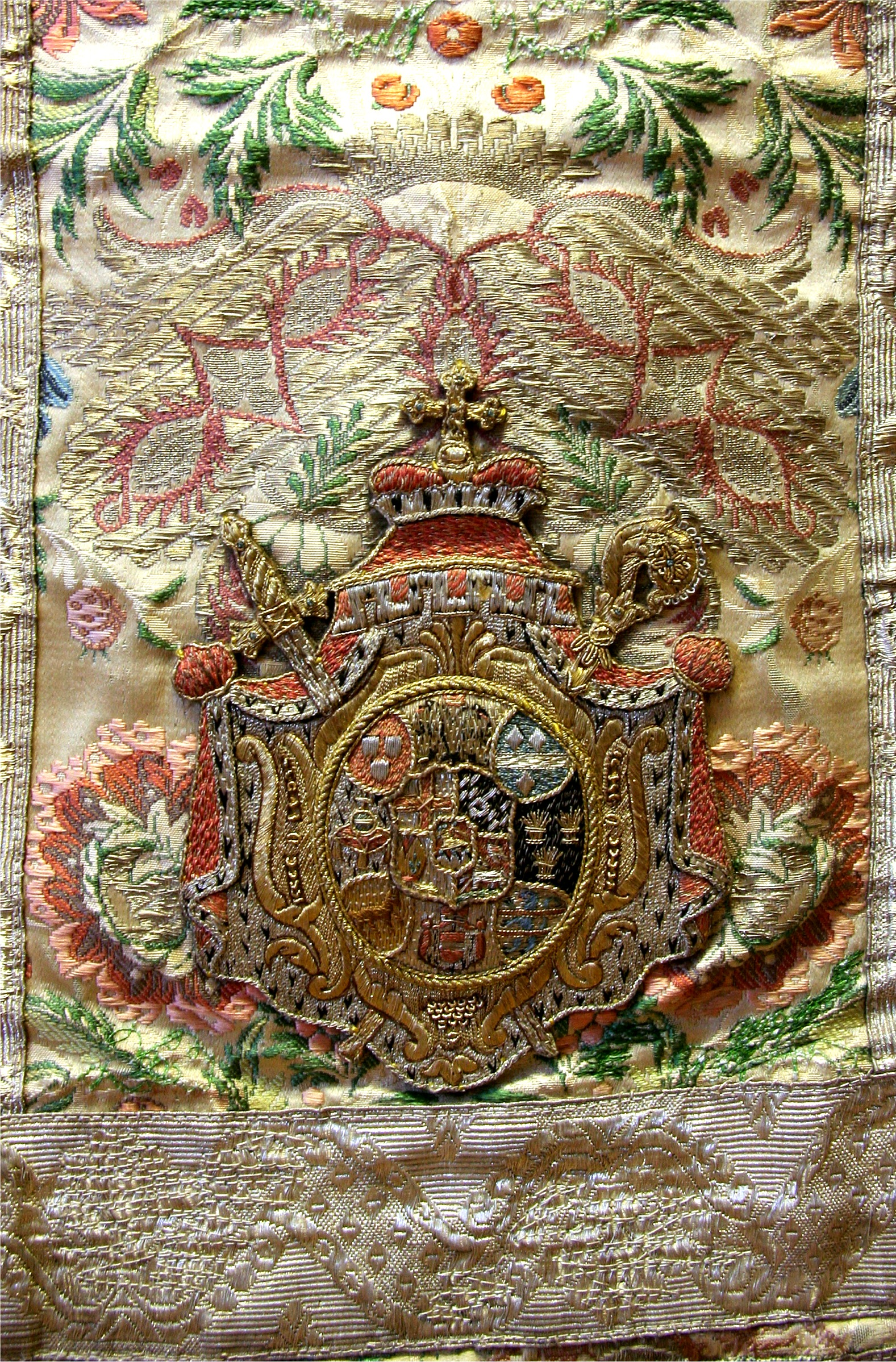

## التعليم
تعلم في جامعة لايدن.